# 氷と炎の歌
『氷と炎の歌』（こおりとほのおのうた、A Song of Ice and Fire）は、アメリカ合衆国の作家であり脚本家であるジョージ・R・R・マーティン著のファンタジー小説シリーズ。米HBOにて『ゲーム・オブ・スローンズ』、および『ハウス・オブ・ザ・ドラゴン』としてドラマ化もされている。

## 概要
1996年に第1部『七王国の玉座』が発表されて以来、2023年現在も続刊中である。中世イギリスや薔薇戦争をモチーフにした架空戦記であり、多彩な登場人物の視点から進行する群像劇であり、ドラゴンや魔法が登場するファンタジーでもある。2015年時点で、シリーズ合計では世界中で6000万部を売り上げている。

### 本シリーズ
当初は3部作の予定であったが、2019年4月現在で5部が出版されており、最終的には7部の長編により構成される予定である。
- A Game of Thrones 『七王国の玉座』
- A Clash of Kings 『王狼たちの戦旗』
- A Storm of Swords 『剣嵐の大地』
- A Feast for Crows 『乱鴉の饗宴』
- A Dance with Dragons 『竜との舞踏』
- The Winds of Winter 『冬の狂風』（予定）
- A Dream of Spring （予定）

『氷と炎の歌』の物語は、ウェスタロスと呼ばれる架空の大陸と、その東にあるエッソスと呼ばれる大陸でおもに展開する。登場するキャラクターのほとんどは人間であるが、シリーズが進むにつれて他の種族も登場する。極北の恐るべき〈異形〉（〈異形人〉）や、東の炎を吐くドラゴンなどであるが、いずれも物語の当初は絶滅したと思われていた。シリーズには3つの主要な筋がある。第一はウェスタロスの覇権を巡って多くの名家が王位を巡って争う内戦であり、第二はウェスタロスの北の境界を形成する巨大な氷の〈壁〉の向こう側に住む〈異形〉からの脅威の高まりであり、そして第三は15年前の内戦で殺された王を父とする流浪の王女デナーリス・ターガリエンの、ウェスタロスに帰還して生得の権利である玉座を奪還しようとする野望である。シリーズが進むにつれ、3つの筋は絡み合うことになる。
シリーズは複数の視点人物の眼を通した三人称で語られる。
その他、長編の一部に基づいた中編が発表されている。
- Blood of the Dragon （日本語未訳）
『七王国の玉座』のデナーリス・ターガリエン（デーナリス）の章を抜き出しまとめたもの。
- Path of the Dragon （日本語未訳）
『剣嵐の大地』のデナーリスの章を抜き出しまとめたもの。
- Arms of the Kraken （日本語未訳）
『乱鴉の饗宴』の鉄諸島の章を抜き出しまとめたもの。

### ドラマ
2011年からHBOにより『ゲーム・オブ・スローンズ』としてテレビドラマ化されている。日本においてもスター・チャンネルにおいて2013年1月から放映されている。
さらに、『炎と血』("Fire and Blood")に基づきターガリエン家の歴史を語る『ゲーム・オブ・スローンズ』の前日譚のドラマシリーズ『ハウス・オブ・ザ・ドラゴン』の製作が2019年10月29日に発表され、2022年8月21日より放送されている。

### 外伝

#### ダンクとエッグの物語
シリーズと同じ世界ではあるが、約90年前に時代を移した3篇の中編が発表されている。主人公たちの名前にちなんで、「ダンクとエッグの物語」シリーズと呼ばれている。いずれも『七王国の騎士』(A Knight of the Seven Kingdoms)に収録。
- 草臥しの騎士　(旧邦題「放浪の騎士」、The Hedge Night)
- 誓約の剣 (The Sworn Sword)
- 謎の騎士 (The Mystery Knight)

#### The Princess and the Queen
(日本語未訳）(アンソロジー "Dangerous Women"(2013)に収録)
『七王国の玉座』の約200年前を舞台とし、〈双竜の舞踏〉(The Dance of the Dragons)として知られる内戦を描く。後に加筆されて中編集『炎と血』にまとめられている。
ターガリエン王朝のヴィセーリス一世が崩御し、前王妃との間に生まれたレイニラ王女と現王妃アリセントとの間に生まれたエイゴン王子が王位を争う。ドラゴンストーンを本拠地とするレイニラ側と、キングズランディングを本拠地とするエイゴン側は、それぞれドラゴンを駆り、諸名家を味方につけて七王国全体が内戦に突入する。レイニラ側は夫で叔父のデイモン王子を含む多くを失い、二人の息子だけが助命される。レイニラ自身は息子たちの目前で、エイゴン王子のドラゴンに食い殺される。エイゴン王子はエイゴン二世として王位に就くが、戦いで負った傷のためにやがて崩御し、皮肉にもレイニラの二人の息子たちが順に後を継ぐことになる。この戦いでドラゴンのほとんどが死に絶える。

#### The Rogue Prince, or, the King's Brother
(日本語未訳) (アンソロジー "Rogues"(2014)に収録)
『七王国の玉座』の約200年前を舞台とし、""The Princess and the Queen"の前日譚にあたる。"悪漢"デイモン王子を主人公とする。後に加筆されて中編集『炎と血』にまとめられている。
ヴィセーリス王は男子優先の相続法に従えば弟のデイモン王子が後継者であるはずのところを、娘のレイニラ王女を後継者とする。やがて王妃は亡くなり、王はハイタワー家のアリセントを後室に迎え、エイゴン王子を始めとして多くの子供たちをもうける。だが王はレイニラ王女を後継者からはずさない。レイニラ王女はドラゴンストーンを与えられ、ヴェラリオン家のレーナーと結婚する。レーナ―の死後、レイニラは叔父のデイモン王子と結婚し、子をもうける。アリセント王妃とレイニラ王女の対立は深まる。

#### The Sons of the Dragon
(日本語未訳)(アンソロジー"The Book of Swords" (2017年10月)に収録)
ターガリエン王朝初代エイゴン征服王の息子たちである、妹レイニスとの子である第二代エイニス一世と、姉ヴィセーニアとの子である第三代メイゴル残酷王の時代を描く。後に加筆されて中編集『炎と血』にまとめられている。

ターガリエン家の慣習である一夫多妻制と近親婚の習慣を七神正教は受け入れず、征服された痛みを未だ忘れていない七王国では反乱が多発する。文弱なエイニス一世はこれを抑えられずに崩御し、七王国最強の騎士である弟メイゴルが兄の長子エイゴンと王位を争う。メイゴルは王位争奪戦を勝ち抜き、反乱勢力を壊滅させ、聖兵組織を禁じて正教を屈服させ、投降者を厳しく罰して残酷王の異名を得る。エイゴンの姉かつ妻で未亡人となったレイナを含む複数の妻を迎えるが、子には恵まれない。再び反乱がおきる中、鉄の玉座の上で不可解な死を遂げ、エイニスの三男のジェヘアリーズが王位に座ることになる。

#### 炎と血(Fire and Blood)
2018年11月にリリースされた、ターガリエン家の歴史を語る中編集。日本では2020年12月から2分冊で刊行された。本作に基づいて、テレビドラマ『ハウス・オブ・ザ・ドラゴン』が放送されている。このドラマシリーズは、『竜王の裔たち - 揺れる王位継承権 (Heirs of the Dragon-A Question of Succession)』以降の〈双竜の舞踏〉(Dance of the Dragons) と呼ばれる内戦を描く。
- エイゴンの征服(Aegon's Conquest):
  - ドラゴンストーンから飛来した初代エイゴン・ターガリエンと、その姉妹であり妻である二人(ヴィセーニア、レイニス)による七王国の征服戦争を描く。鉄諸島と河間平野の王家は断絶し、ドーン以外の6王国はターガリエンに屈服して封建諸侯となる。寒村であったキングズランディングを王都とする。エイゴンの一夫多妻婚と近親婚はウェスタロス到来以前に行われていたため、七神正教は強く異を唱えない。
- 竜王の御代 - エイゴン一世の戦争 (Reign of the Dragon - The Wars of King Aegon I)
  - エイゴンは鉄諸島人にグレイジョイ家を領主として選ばせる。エイゴンと姉妹妻はドーンを攻めるが苦戦し、レイニスと彼女のドラゴンは落命する。講和が成るがドーンの独立は保たれる。
- ドラゴンの三つの頸 - エイゴン一世の統治 - (Three Heads Had the Dragon - Governance Under King Aegon I)
  - エイゴンは七王国の統一と平和に心を砕く。諸国を巡行し、諸侯間の婚姻を勧め、諸侯の子女を宮廷に迎え入れる。王の護衛の騎士である〈王の盾〉を創立し、キングズランディングの城と街を整備する。
- 竜王の子ら(The Sons of the Dragon)　(アンソロジー"The Book of Swords"収録の同題の中編を加筆)
  - ターガリエン王朝初代エイゴン征服王の息子たちである、妹レイニスとの子である第二代エイニス一世と、姉ヴィセーニアとの子である第三代メイゴル残酷王の時代を描く。妹レイニスに先にエイニスが生まれるも、5才の時にレイニスはドーンとの戦いで死ぬ。その後、姉ヴィセーニアとの間にメイゴルが生まれる。やがて二人は成長し、エイゴン王の薨去後はエイニスが王となり、メイゴルが宰相である〈王の手〉となり、二人は協力して王国を治める。だがエイニスと王妃アリッサ・ヴェラリオンに子が生まれるたびにメイゴルの王位継承順位は下がり、エイゴルと母ヴィセーニアは焦る。子に恵まれないメイゴルは第二、第三の妻を迎え、エイニスは長女と長男を結婚させる。このヴァリリア人の慣習である一夫多妻制と近親婚の習慣を七神正教は受け入れず、征服された痛みを未だ忘れていない七王国では反乱が多発する。文弱なエイニス一世はこれを抑えられずに崩御し、七王国最強の騎士である弟メイゴルが兄の長子エイゴンと王位を争う。父エイゴン征服王の遺したドラゴン"バレリオン"に乗るメイゴルは"ヴァーガー"に乗る母ヴィセーニアに助けられ、エイゴンを倒して王位争奪戦を勝ち抜く。反乱勢力を壊滅させ、大殺戮の末に聖兵組織を禁じて正教を屈服させ、投降者を厳しく罰して残酷王の異名を得る。エイゴンの姉かつ妻で未亡人となった姪レイナを含む複数の妻を加えるが、異形の子しか生まれずに、呪われているとの噂が立つ。再び反乱がおきる中、〈鉄の玉座〉の上で不可解な死を遂げ、エイニス一世の三男のジェヘアリーズが王位に座ることになる。
- 新王誕生 - ジェへアリーズ一世の即位 (Prince into King - The Ascension of Jaehaerys I)
  - 征服暦48年、叔父メイゴル王の急死後、エイニス一世の三番目の息子で若干14才のジェヘアリーズが、母アリッサ皇太后の摂政のもと第四代の王となる。
- 三人の花嫁の年 - AC四九年 (The Year of the Three Brides-49 AC)
  - 征服暦49年には三人の高貴な女性が結婚する。最初はジェヘアリーズ王の姉で、兄エイゴンの未亡人かつメイゴル王の未亡人でもあるレイナが平凡な貴族とひっそりと式を挙げる。次に王の母で摂政のアリッサが〈王の手〉のローガー・バラシオンと壮大な結婚式を挙げる。最後には、〈王の手〉の企む政略結婚に反発したジェヘアリーズ王が妹のアリサンと密かにドラゴンストーンに逃れて、近親婚を行う。
- 支配者の乱立 (A Surfeit of Rulers)
  - 近親婚に対する反発を恐れる摂政太后アリッサと、誇りを傷つけられた夫の〈王の手〉ローガーは、王と妹王女の近親婚を壊そうと謀る。だがアリッサは武力を用いようとするローガーを解任する。
- 試練の時 - 王土再建 (A Time of Testing-The Realm Remade)
  - 16才になり摂政が不要となったジェへアリーズ王は王都に戻る。ローガーを許し、妹との結婚を公式に発表し、姉レイナをドラゴンストーンの領主とする。正教はターガリエン家を含むヴァリリア人を近親婚禁忌の例外と宣言する。
- ジェへアリーズ一世の治世における誕生、死、裏切り (Birth, Death, and Betrayal Under King Jaehaerys I)
  - アリサン王妃は王女デナーリスを産む。レイナは友人と夫に裏切られ、双子の娘の一人はドラゴンを盗んで逃げる。アリッサは二子を残して死ぬ。
- ジェへアリーズとアリサン - その功績と悲劇 (Jaehaerys and Alysanne-Their Triumphs and Tragedies)
  - レイナの娘はドラゴンとともにキングズランディングに戻るが、何らかの黒魔術により恐るべき死を遂げる。レイナは〈ハレンの巨城〉に移る。アリサンはエイモン、ベイロンの二人の王子を産み、〈壁〉に旅して〈冥夜の守人〉に領土ニューギフトを贈る。征服暦58年、即位10年の式典が挙げられる。
- 長い治世 - ジェへアリーズとアリサン : 政策、子供、そして苦悩 (The Long Reign-Jaehaerys and Alysanne-Policy, Progeny, and Pain)
  - 翌年ウェスタロスには冬と疫病が訪れ、多くの人が死ぬ。ジェヘアリーズ王は王の道の建設を始める。王と王妃は長生きし13人の子をなすが、多くは夭折、熱病、灰鱗病、産褥などで亡くなり、3人だけが王妃より長生きする。次男のベイロン、〈知識の城〉に送られたヴェイゴン、そしてエッソスに逃げて娼婦となったセイラのみである。征服暦100年、王妃は薨去する。
- 竜王の裔たち - 揺れる王位継承権 (Heirs of the Dragon-A Question of Succession)
  - 中編"The Rogue Prince, or, the King's Brother"とほぼ同じ時期の出来事を語る。征服暦101年、世継ぎの次男ベイロンが死に、ジェヘアリーズ王は長子エイモンの娘レイニスあるいはその息子のレーナーか、次子ベイロンの長子ヴィセーリスのいずれを世継ぎにするかの選択を大評議会に任せ、男系が長幼に優先する原則をもってヴィセーリスが選ばれる。だが王位に就いたヴィセーリスは、その原則に反して弟のデイモンを差し置き長女のレイニラを世継ぎとする。最初の王妃が死んだあと、ヴィセーリスは〈王の手〉オットー・ハイタワーの娘アリセントを後室とし、3人の息子と1人の娘をもうける。宮廷はアリセント王妃とその第一子エイゴン王子を支持する翠装派とレイニラ王女を支持する黒装派に分かれて抗争を繰り広げ、やがて征服暦129年にヴィセーリスは薨去する。

以降の"The Dying of the Dragons-" 6中編は中編"The Princess and the Queen"で語られた〈双竜の舞踏〉(The Dance of the Dragons)と呼ばれる内戦を物語る。
- 竜の絆、いまは遠く - 〈黒〉と〈翠〉(The Dying of the Dragons-The Blacks and the Greens)
  - ヴィセーリスの薨去後、アリセント王妃、その父で〈王の手〉のオットー・ハイタワー、〈王の盾〉の総帥クリストン・コールらの翠装派は王の死を隠してアリセントの長子エイゴンをエイゴン二世として王位につけた後、父王の死をドラゴンストーンのレイニラに伝える。双方とも戦に備え諸侯の支持を得ようと試みる。
- 竜の絆、今は遠く - 息子には息子を (The Dying of the Dragons-A Son for a Son)
  - レイニラの夫となっていたデイモンは〈ハレンの巨城〉を降伏させ、アリン家、マンダリー家、スターク家の支持を得る。だがバラシオン家は翠装派につき、レイニラの次子ルケアリーズとそのドラゴンは、存命最大のドラゴン"ヴァーガー"に乗るエイゴンの弟エイモンドに殺される。報復にエイゴンの息子が暗殺される。
- 竜の絆、今は遠く - 緋竜と金竜 (The Dying of the Dragons-The Red Dragon and the Gold)
  - 互いに高貴な血とドラゴンの犠牲を出しながら黒装派と翠装派は諸名家を味方につけて戦う。エイモンドとクリストンが〈ハレンの巨城〉を攻める間にデイモンとレイニラはキングズランディングを落とし、アリセント皇太后と、エイゴン二世の妹で妻のへレイナを捕虜とする。だが重傷を負ったエイゴン二世は行方不明となる。黒装派はターガリエンの私生児をドラゴンの乗り手として加える。
- 竜の絆、今は遠く - レイニラ大勝 (The Dying of the Dragons-Rhaenyra Triumphant)
  - クリストン・コールは戦死するが、戦費をまかなう増税によりレイニラは王都の民衆の人気を失う。デイモン王子とエイモンド王子はドラゴンに乗って一騎打ちを行い、ドラゴンとともに相討ちとなる。
- 竜の絆、今は遠く - レイニラ敗北 (The Dying of the Dragons-Rhaenyra Overthrown)
  - 王都では聖職者にあおられて暴動が起き、5頭のドラゴンとレイニラの息子たちが死に、レイニラは逃げ出す。黒装派が翠装派の軍勢に奇襲をかけ、双方ほとんどのドラゴンが乗り手とともに死ぬ。ドラゴンストーンに逃げたレイニラは、重傷を負い隠れ住んでいたエイゴン二世のドラゴンに食い殺され、デイモンとの間の第一子で同名のエイゴンは牢に入れられる。
- 竜の絆、今は遠く - 返り咲くも短命に終わった、エイゴン二世の悲惨な治世 (The Dying of the Dragons-The Short, Sad Reign of Aegon II)
  - 不具となったエイゴン二世は王都に戻り、復讐を求める。そのためレイニラの味方であった名家は敵のままとなり、他家は日和見し、忠実な味方であるバラシオン家も戦いで敗れる。不利な状況下で王の臣たちは陰謀を画策し、エイゴン二世を毒殺し、アリセント皇太后を牢に入れる。レイニラの息子の同名のエイゴンをエイゴン三世として戴冠し、エイゴン二世の娘で従妹にあたるジェヘイラ王女と婚約させる。
- 大乱の余波 - 〈狼の刻〉(Aftermath-The Hour of the Wolf)
  - 黒装派であったクリーガン・スタークが王都に来て〈王の手〉となり、翠装派の諸名家の討伐を主張するが、降伏により矛を収める。エイゴン三世が戴冠しジェヘイラ王女と結婚する。
- 摂政時代 - 頭巾を被った〈王の手〉(Under the Regents-The Hooded Hand)
  - 拷問により盲目となり醜い姿となった元翠装派のタイランド・ラニスターが頭巾を被って〈王の手〉となり、翠装派と黒装派の融和を図り、7人の摂政の小評議会とともに少年王を支える。後継ぎの選択肢の確保のために亡きデイモン王子の遺した双子の娘ベイラとレイナの婚姻が進められる。熱病がウェスタロスを襲い、アリセント皇太后やタイランドを含む多くが死ぬ。
- 摂政時代 - 戦争と平和と淑女品評会 (Under the Regents-War and Peace and Cattle Shows)
  - 征服暦133年、〈王の手〉に就任したアンウィン・ピークは13才の少年王を無視し、政治を切り回す。ジェヘイラ王妃が謎の死を遂げる。ピーク公はすぐに自分の娘を王妃にしようとして反発を買い、王妃候補となりえるすべての高貴な娘たちを招いた舞踏会を催さざるを得なくなる。エイゴン三世はデネイラ・ヴェラリオンを妃に選ぶ。
- 摂政時代 - アリン・オークンフィストの航海 (Under the Regents-The Voyage of Alyn Oakenfist)
  - 踏み石諸島征伐で名を挙げたアリン・ヴェラリオン（オークンフィスト）は、西岸を脅かす鉄諸島攻撃を命じられて艦隊を率いるが、ドールトン・グレイジョイ公が〈塩の妻〉の一人に殺されたため鉄諸島艦隊は撤退し、無血で勝利を得る。帰り道、ヴェラリオン公はライスに囚われていた、王の弟のヴィセーリス王子を交渉で取り戻して王都に連れ帰る。ピーク公は〈王の手〉を辞任する。
- 〈ライスの春〉と摂政制の終わり (The Lysene Spring and the End of Regency)
  - "冬"が終わり、ヴィセーリス王子のライス人の妻の実家ロガーレ家は王家との関係を生かして空前の繁栄を遂げるが、突然に崩壊する。法的に成人となる16才の誕生日、エイゴン三世は〈王の手〉と三人の摂政を解任し、巡幸を中止する。

### 派生作品
ビデオゲーム、ボードゲーム、カードゲーム、ガイドブック、料理本など多数の派生作品が製作されている。
- The Lands of Ice and Fire:地図集
- The World of Ice and Fire:ガイドブック

## 背景
本シリーズの第1部から第3部には岡部宏之による旧訳と、酒井昭伸による新訳が存在し、旧訳と新訳の間では多くの名称の日本語訳が変更されているため、以下においては新訳語を用い、最初に使用された箇所では括弧内に旧訳語を示す。

### 一万二千年前〜四千年前-森の子らと最初の人々-
物語は、南アメリカ大陸と同じ程度の大きさであり同じ季節が何年も続くウェスタロス大陸が主な舞台となる。その歴史は1万2千年前にさかのぼる。この土地の最初の居住者は、自然と調和して生き、強力な魔法を使う小柄な〈森の子ら〉(〈森の子供たち〉)と呼ばれる種族であった。彼らが信仰した〈古の神々〉はいまだに北部であがめられている。そこに青銅の武器を持ち馬に乗った野蛮な戦士文明の〈最初の人々〉が東方の大陸エッソスから地峡を渡ってやってきて、〈森の子ら〉と数多くの戦争を繰り広げた。戦いの結果、地峡は魔法によって破壊された。その結果、〈顔のある島の条約〉(〈顔の島の条約〉)が結ばれ、〈森の子ら〉は森に住み、〈最初の人々〉は開けた土地を支配することとなった。
4千年後、遥か北方から、謎に満ちた種族である〈異形〉が現れ、ウェスタロスを席巻して多くの死と破壊を引き起こし、何世代も続く闇と何十年も続く冬をもたらして、条約は力を失った。その後〈夜明けを呼ぶ戦争〉において、〈異形〉は〈最初の人々〉と〈森の子ら〉によって退けられ、ウェスタロス最北部の地峡を横断する巨大な氷の〈壁〉によって、再び南に侵入することを阻止された。続く数世紀の間に、〈森の子ら〉は次第に姿を消し、ウェスタロスを離れたか、滅亡したかと考えられた。

### 二千年前-アンダル人の侵略とロイン人の到来-
〈夜明けを呼ぶ戦争〉から約2千年後、アンダル人が東の大陸エッソスから〈狭い海〉を渡って上陸した。アンダル人は鉄の武器を持ち、馬を乗りこなして戦い、〈七神正教〉(〈七柱の神々〉の宗教)をもたらした。アンダル人はアリンの谷間に上陸し、南部の王国を征服した。しかし、厳しい自然環境に守られた北部の王国は征服できず、北部は〈最初の人々〉の習慣を色濃く残す土地となった。やがて、ウェスタロスには6つの巨大で強力な王国が創建された。北の王国、鉄諸島の王国、谷と空の王国、岩の王国、嵐の王の王国、そして河間平野(リーチ)の王国である。リヴァーランドは繰り返し周辺国に征服されて最後には壊滅し、王国とはならなかった。ウェスタロスの遥か南の砂漠の王国は、絶え間ない戦争によって分裂していた。物語の約千年前には、東の大陸のロイン(ローイン)川の流域から多くの難民が、ヴァリリアの拡大する勢力に押し出されて、戦士女王ナイメリアの下で〈狭い海〉を渡り、ウェスタロスの南端に上陸した。このロイン人たちは当地のモース・マーテルと同盟し、南のドーン半島を征服してその名を持つ第7の王国を建設した。

### 三百年前-ターガリエン王朝による征服-
5世紀ののち、エッソスで拡張し続ける古代ヴァリリア永世領(古代ヴァリリア自由保有地)は〈狭い海〉の東岸に達し、ウェスタロスと関係を持ち始め、ドラゴンストーン島を領地とした。しかしながら、1世紀後に古代ヴァリリア永世領は〈破滅〉として知られる巨大な災厄によって破壊された。ドラゴンストーンを支配していたヴァリリア人のターガリエン家は1世紀ののち、エイゴン(エーゴン)征服王とその二人の姉妹妻のもとでウェスタロス侵略を果たした。軍勢は小規模であったものの、3頭のドラゴンを用いて大陸全体を服属させた。最初の戦争によって七王国のうち六王国が征服されるが、ドーンは激しく抵抗したためにエイゴンの治世では独立を保った。ターガリエン家は当地の〈七神正教〉とウェスタロス人の習慣を受け入れ、続く数十年間のうちに、統治に刃向うあらゆる抵抗を抑えこんだ。しかし〈七神正教〉の教えに背き、古代のヴァリリアの伝統に従って兄弟姉妹婚と複数婚を行った。ドーンも最終的には結婚政策によって併合された。エイゴン王は、征服した相手の剣を溶かし、〈鉄の玉座〉を作らせた。ドラゴンはターガリエン家の者だけが使いこなせ、ターガリエン家はドラゴンを殖やして支配を固めた。この時代を描いた種々の中編が中編集『炎と血』におさめられている。

### 二百年前-双竜の舞踏-
ターガリエン家の統治が始まって1世紀がたったころ、本シリーズの約200年前に〈双竜の舞踏〉と呼ばれる王位をめぐる内乱が起き、ドラゴンはほぼ死滅した。すでにターガリエン家は支配力を固めており、その統治はゆるがなかった。この内乱の時代を描いた種々の中編が中編集『炎と血』におさめられている。

### 九十年前-ダンクとエッグ-
約100年前、王の私生児たちによる王位争いである〈ブラックファイアの反乱〉が起き、敗北者たちはエッソスに亡命して傭兵軍団を結成した。本シリーズの約90年前を舞台とした、エイリス・ターガリエン二世の祖父に当たるエイゴン・ターガリエン五世と、その友人で後に〈王の盾〉の総帥となるダンカン・ザ・トールを主人公とした、『ダンクとエッグの物語』と呼ばれる中編シリーズが3編（草臥しの騎士、誓約の剣、謎の騎士)発表されている。

### 十六年前-ロバートの反乱-
物語の始まる16年前、エイリス(エリス)二世王は狂王と呼ばれ、その狂気と残虐性のために内戦がおこり、ターガリエン家は権力の座から追われた。名家のうち、スターク家、バラシオン家、アリン家、タリー家が反乱側に着き、のちにラニスター家が加わった。タイレル家とマーテル家は王家の側に着き、グレイジョイ家は中立を守った。
発端は、北部のリカード・スターク公の娘でストームランドの世継ぎのロバート・バラシオンの婚約者であったリアナ・スタークがエイリスの息子レイガー(レーガー)とともに姿を消したことである。それ以前のハレンの巨城における馬上試合の勝者となったレイガーは、妻エリアを差し置いてリアナを美と愛の女王に選んでいた。失踪の理由は明らかではないが、スターク家とバラシオン家はレイガーによる誘拐とみなした。リカード公の長男ブランドンはレイガーとの決闘を要求し、若き騎士たちを率いて王都キングズランディングに赴いた。エイリス王は騎士達を逮捕して、彼らの父たちにキングズランディングに来て審問に応じるように命令した。エイリス王は、到着するやいなやリカード公を生きながら火あぶりにし、ブランドンを絞首刑に処した。ロバート・バラシオン、ジョン・アリンそしてエダード・スタークの指揮のもとで3家の連合が成り、ターガリエン家の軍勢をトライデント河(三又鉾河)で打ち破った。タイウィン・ラニスターはトライデント河の戦いまでは中立を守ったが、この戦いの結果をうけてキングズランディングを略奪し、エイリス王の世継ぎとその血筋をことごとく殺したが、エイリスの身重の妻レイラと8歳の息子ヴィセーリス(ヴァイサリス)だけはドラゴンストーンに逃亡した。エイリス王自身は自らの護衛騎士団〈王の盾〉の一員であるジェイミー(ジェイム)・ラニスターによって殺された。この後ジェイミーは〈王殺し〉とあだ名されることになった。レイラはデナーリス・ターガリエンを産んだ産褥の床で死に、デナーリスとヴィセーリスは、忠実な家臣によって〈狭い海〉を超えて自由都市に連れて行かれた。リアナとレイガーも戦いの間に死んだ。レイガーの妻のエリア、およびその子供たちのレイニスとエイゴンもラニスター家の家臣に殺された。
一方、ロバート・バラシオンは〈鉄の玉座〉を奪い、ラニスター家との同盟を確保するために、タイウィンの娘サーセイと結婚した。また、エダードは亡くなった兄の婚約者であったタリー家のキャトリンと結婚した。だがエダードは戦争から、落とし子のジョンを連れ帰った。

### 九年前-グレイジョイの反乱-
鉄諸島のベイロン・グレイジョイはロバート王に対して反乱をおこしたが、鎮圧され、幼いシオンを除く息子たちも殺された。シオンは人質および里子としてエダード・スタークのウィンターフェル城に送られて育てられることになった。

### イギリスの歴史との対応
物語の背景は実際のイギリスの歴史の出来事および諸民族と類似性がある。
- 〈森の子ら〉 ― ピクト人
- 〈最初の人々〉―　ブリトン人
- アンダル人 ― 七王国を樹立したアングロ・サクソン人
- ターガリエン朝 ― ノルマン朝
- 〈壁〉 ― ハドリアヌスの長城 (〈壁〉の向こうに住む野人はスコットランド人にあたる）
- 鉄諸島人 ―　デーン人
- 〈ブラックファイアの反乱〉 - 薔薇戦争後の僭称者たちの反乱およびジャコバイトの乱
- 本シリーズで描かれる王位を巡る内戦 ― 薔薇戦争
- 『炎と血』で描かれる女性の王位継承者と男性の親族との王位争い - 無政府時代

ラニスター家はランカスター家、スターク家はヨーク家にあたり、以下の登場人物はそれぞれ薔薇戦争時代の歴史上の人物と類似性がある。
1. エダード・スタークは王位争いに敗れ処刑されたヨーク公
2. ロブ・スタークはヨーク公の息子で王位に着くが、王妃の選択により内乱を招いたエドワード4世
3. ジョン・スノウはヨーク家出身ながらヘンリー7世と結婚して両家を結びつけたエリザベス・オブ・ヨーク
4. サーセイ・ラニスターはランカスター朝最後の王ヘンリー6世の王妃で、ヨーク朝との戦いを指導したマーガレット・オブ・アンジュー
5. ジョフリー・バラシオンはヘンリー6世の子だが、王妃の不義の子と噂されたエドワード・オブ・ウェストミンスター
6. ティリオン・ラニスターはヨーク家のエドワード4世の弟で、不具の体を持ち、甥たちを幽閉し王位を簒奪したリチャード3世
7. デナーリス・ターガリエンは、幼少のころに大陸に亡命して流浪しながら育ち、やがてイギリスに戻ってテューダー朝を創始したヘンリー7世

一方、エッソスからロイン人の移住があり独特の文化を発展させたドーンは、イスラム支配のもとでその影響を受けたスペインと類似性がある。

## あらすじ
氷と炎の歌は、ウェスタロスとエッソスの架空の地域を舞台とし、地理と登場人物によって分けられた、3つの主要なストーリーをたどる。登場人物たちはかつての統治者であったターガリエン家の崩壊とロバート王の死の後、〈鉄の玉座〉を巡る主張とウェスタロスの全七王国の覇権を巡って争う。

### 七王国の内乱
第一のストーリーは、七王国自体を舞台とし、ロバート王の死後に始まる〈鉄の玉座〉を巡っての多面的な戦いを記録するものである。玉座は母の出身家である強大なラニスター家に支持された、王の息子ジョフリーに継承される。しかしながら、ロバート王の〈王の手〉であるエダード・スターク公はロバート王の子らが血統の正当性を欠くため、バラシオン3兄弟の次男であるスタニス(スタンニス)に玉座が渡るべきであることに気づく。カリスマ性をもち人気のある末弟のレンリーは長幼の順を無視して、強大なタイレル家(ティレル家)の支持の下で玉座を要求する。玉座の要求者たちが戦う間に、北部人とリヴァーランドの同盟は自治を取り戻すことを求め、エダード・スタークの世継ぎであるロブ・スタークが〈北の王〉であることを宣言する。同様に、ベイロン(バロン)・グレイジョイもまた独立を図り、自領である鉄諸島の古の玉座を主張する。いわゆる〈五王の戦い〉が最初の三部の主要な物語の筋である。

### 〈壁〉での〈異形〉との戦い
第二のストーリーはウェスタロスの極北部を舞台とする。何千年も前に、遥か北に住む謎に満ちた生き物である〈異形〉の脅威からウェスタロスを守るため、氷と砂利によって巨大な〈壁〉が魔法と労働によって築かれた。〈壁〉は480キロ(300マイル)の長さと210メートル(700フィート)の高さを持ち、王国を〈異形〉から守ることを義務とする〈冥夜の守人〉(〈夜警団〉)の〈誓約の兄弟〉(ブラザー)達によって防御かつ維持されている。物語の時点において、〈異形〉は8千年以上目撃されておらず、〈冥夜の守人〉は基本的には流刑地に変貌している。著しく弱体化し、ほとんどが犯罪者や避難民で占められ、志願したごく少数の騎士や名誉を重んじる男たちが規律を保とうとはするものの、そのほとんどの時間は壁の向こうに住む”人間の”〈野人〉(〈野性人〉)すなわち自由民をあしらうことで過ぎている。この物語の筋は主にエダード・スタークの私生児であるジョン・スノウの目を通して語られる。ジョンは〈冥夜の守人〉の階級を登り、北からの脅威の本質を学び、ウェスタロスの人々が加勢を送る余裕がないにもかかわらず、王国を防御するために備える。第三部の終章までに、この物語の筋は南の内戦と絡み合うことになる。

### 流浪の王女デナーリスの苦闘
第三のストーリーは、〈狭い海〉を渡った東の巨大な大陸エッソスを舞台とし、追放状態にあるターガリエン家の最後の子孫であり、〈鉄の玉座〉の要求者であるデナーリス・ターガリエンの冒険を追う。デナーリスは、野蛮人の族長との政略結婚に売られる貧乏人から、生得の権利の下で強力かつ抜け目のない統治者へと登りつめ、その成長能力を披露する。結婚式の贈物として受け取った石化した卵から、長らく絶滅したと思われていたドラゴンが3頭孵化し、彼女の立身を助ける。ターガリエン家の紋章がドラゴンであるため、実際に戦術的に使える大きさに育つ以前であっても、ドラゴンには象徴的な価値がある。ウェスタロスから何千マイルも離れた土地で物語は展開するが、彼女が公言する目標は〈鉄の玉座〉の奪回である。

## 主な登場人物
各章は、視点人物と呼ばれる特定の登場人物の目を通し、その主観を交えて三人称で語られる。各章のタイトルは視点人物の名前あるいは視点人物を指す表現となっている。
- スターク家
  - エダード・スターク：北部総督、ウィンターフェルの領主、〈王の手〉
  - キャトリン(ケイトリン)・スターク：タリー家の出身、エダード・スタークの妻
  - サンサ・スターク：エダードとキャトリンの長女
  - アリア・スターク：エダードとキャトリンの次女
  - ブラン・スターク：エダードとキャトリンの次男
  - ジョン・スノウ：エダードの私生児
- ラニスター家
  - サーセイ・ラニスター：ロバート王の王妃、西部総督タイウィン・ラニスターの長女、ジェイミーの双子の姉、ティリオンの姉
  - ジェイミー・ラニスター：〈王の盾〉の一員、タイウィン・ラニスターの長男、サーセイの双子の弟、ティリオンの兄
  - ティリオン・ラニスター：小人、サーセイとジェイミーの弟、タイウィン・ラニスターの息子
  - ケヴァン・ラニスター:タイウィンの弟
- グレイジョイ家
  - シオン・グレイジョイ：鉄諸島の領主ベイロン・グレイジョイの息子、〈海の石の御座〉(〈海の石の玉座〉)の世継ぎ、エダード・スタークのかつての被後見人
  - エイロン(エロン)・”濡れ髪”(“湿り髪”)・グレイジョイ：〈溺神〉(溺れた神)の祭主(司祭)、ベイロン・グレイジョイの弟
  - アシャ・グレイジョイ：鉄諸島のベイロン・グレイジョイの娘
  - ヴィクタリオン・グレイジョイ、ベイロン・グレイジョイの弟
- スタニス・バラシオンの家来
  - ダヴォス・シーワース：かつての密輸業者で現在はスタニス・バラシオンに仕える騎士、〈玉葱の騎士〉
  - メリサンドル：アッシャイ出身の謎に満ちた〈影使い〉、紅き神ル=ロール(ルラー)の女祭司、スタニスの助言者
- マーテル家
  - アリアン(アリアンヌ)・マーテル：ドーンの領主ドーラン・マーテルの娘
  - クェンティン・マーテル：ドーラン・マーテルの息子、アリアンの弟
  - アリオ・ホター:ドーランの衛士長
- ターガリエン家
  - デナーリス・ターガリエン：兄ヴィセーリス・ターガリエンに次ぐターガリエン家の玉座の世継ぎ、ストームボーン
  - ジョン・コニントン：エイリス・ターガリエン二世のかつての〈王の手〉、レイガー・ターガリエン王子の親友
  - バリスタン・セルミー：ロバート・バラシオン王のかつての〈王の盾〉総帥、デナーリスの〈女王の盾〉の第一の騎士
- その他
  - サムウェル・ターリー：〈冥夜の守人〉の〈誓約の兄弟〉、タイレル家の旗主であるランディル・ターリーの肥満した臆病な息子、ホーンヒルのかつての世継ぎ
  - ブライエニー(ブリエンヌ)：巨躯で筋肉質の若い女性の騎士、〈タースの乙女〉

## 書籍情報

### 長編
第1部：七王国の玉座（A Game of Thrones）
1996年発表。1997年ローカス賞、2003年イグノータス賞翻訳長編部門受賞
日本語訳：岡部宏之訳、早川書房、2002年刊行
改訂新版：岡部宏之訳、ハヤカワ文庫、2012年3月23日刊行
改訂新版：岡部宏之訳、Kindle、2012年8月1日刊行
第2部：王狼たちの戦旗（A Clash of Kings）
1998年発表。1999年ローカス賞受賞
日本語訳：岡部宏之訳、早川書房、2004年刊行
改訂新版：岡部宏之訳、ハヤカワ文庫、2012年6月22日刊行
改訂新版：岡部宏之訳、Kindle、2012年6月25日刊行
第3部：剣嵐の大地（A Storm of Swords）
2000年発表。2001年ローカス賞、2002年 Geffen 賞ファンタジー部門
日本語訳：岡部宏之訳、早川書房、2006年刊行
改訂新版：岡部宏之訳、ハヤカワ文庫、2012年10月24日刊行
改訂新版：岡部宏之訳、Kindle、2012年12月21日刊行
第4部：乱鴉の饗宴（A Feast for Crows）
2005年発表。
日本語訳：酒井昭伸訳、早川書房、2008年刊行
　　　　：酒井昭伸訳、ハヤカワ文庫、2013年1月25日刊行
　　　　：酒井昭伸訳、Kindle、2013年4月26日刊行
第5部 竜との舞踏 (A Dance with Dragons)
2011年発表
日本語訳：酒井昭伸訳、早川書房、2013年9月-11月刊行
　　　　：酒井昭伸訳、Kindle、2013年10月-12月刊行
　　　　：酒井昭伸訳、ハヤカワ文庫、2016年9月-11月刊行
（第6部）冬の狂風(仮)　(The Winds of Winter)
タイトルおよび複数の章のサンプルが発表されている
（第7部）A Dream of Spring
タイトルのみ発表

### ダンクとエッグシリーズ(中編)
『氷と炎の歌』シリーズの90年ほど前の前史を描いた中編シリーズである。以下の三篇は『七王国の騎士』(A Knight of the Seven Kingdoms)に収録されている。
草臥しの騎士（The Hedge Knight）
1999年発表。
『ファンタジイの殿堂 伝説は永遠(とわ)に②』が初訳。
『七王国の騎士』(A Knight of the Seven Kingdoms)に収録
誓約の剣 (The Sworn Sword)
2003年発表。
『七王国の騎士』(A Knight of the Seven Kingdoms)に収録
謎の騎士 (The Mystery Knight)
2010年発表。
『七王国の騎士』(A Knight of the Seven Kingdoms)に収録

### その他中編
The Princess and the Queen
2013年発表
アンソロジー『Dangerous Women』所収。日本語未訳
The Rogue Prince, or, the King's Brother
2014年発表
アンソロジー『Rogues』所収。日本語未訳
The Sons of the Dragon
2017年発表
アンソロジー『The Book of Swords』所収。日本語未訳

### 炎と血 (Fire and Blood)
2018年発表
日本語訳：酒井昭伸・鳴庭真人・水越真麻・川野靖子訳、早川書房、2020年12月-2021年1月刊行 (I・II)

## 日本語版における用語変更
『氷と炎の歌』シリーズの日本語訳は早川書房から刊行され、第1部『七王国の玉座』から第3部『剣嵐の大地』までを岡部宏之が翻訳。岡部が高齢を理由に引退し、第4部『乱鴉の饗宴』以降は酒井昭伸が担当している。
2008年に酒井訳による第4部が発売され、登場人物名・用語が岡部訳から大幅に変更された。
例えば
- 「ケイトリン」→「キャトリン」
- 「ブリエンヌ」→「ブライエニー」
- 「ジェイム」→「ジェイミー」

他多数。発売時点では訳語対照表等が無く、混乱した読者から早川書房へ問い合わせが殺到した。早川書房の『氷と炎の歌』日本語版公式HPに、7月30日に第4部の酒井による「訳者あとがき」と、早川書房の「訳語の変更は不可欠」とする説明文、8月8日に訳語対照表が掲載された。
2012年に発行された第1部、第2部、第3部の改訂新版では、訳者名は岡部のままだが、登場人物名・用語が全面的に酒井訳に改められ統一されている。